# Commodore C64G
Commodore C64G (C64G) је кућни рачунар фирме Комодор (Commodore) који је почео да се производи у Немачкој током 1989. године.
Користио је MOS 8500 микропроцесорску јединицу а RAM меморија рачунара је имала капацитет од 64 KB. 

## Детаљни подаци
Детаљнији подаци о рачунару C64G су дати у табели испод.
|                       |                                                                     |
| [ 1 ]                 |                                                                     |
| Произвођач            | Комодор                                                             |
| Тип                   | кућни рачунар                                                       |
| Меморија              | 64 KB                                                               |
| Поријекло             | Њемачка                                                             |
| Година                | 1989                                                                |
| Тастатура             | Пуни помак, 66 тастера са 4 функцијска тастера                      |
| Процесор              |                                                                     |
| Фреквенција процесора | 0,985 (PAL) / 1,023 (NTSC)                                          |
| RAM                   | 64 KB                                                               |
| ROM                   | 20 KB                                                               |
| Текст                 | 40 стубова x 25 линија                                              |
| Графика               | неколико модова, највише кориштен: 320 x 200                        |
| Боја                  | 16 + 16 граничних боја                                              |
| Звук                  | 3 гласа / 9 октава, 4 таласна облика, звучни излаз преко телевизора |
| Димензије             | 40,4 (ширина) x 21,6 (дубина) x 7,5 (висина) / 1820                 |
| Портови               |                                                                     |
| Оперативни систем     |                                                                     |